# Miszla
Miszla is een plaats (község) en gemeente in het Hongaarse comitaat Tolna. Miszla telt 347 inwoners (2001).